# Pan de Azúcar (Supe Puerto)
Pan de Azúcar es una localidad peruana ubicada en el distrito de Supe Puerto, perteneciente a la provincia de Barranca del departamento de Lima, en la costa central del Perú. 

## Ubicación
Pan de Azúcar se ubica al suroeste de la provincia de Barranca, en el distrito de Supe Puerto, en el departamento de Lima.

## Demografía
En 2017 Pan de Azúcar tenía una población de 1 habitante.
| Gráfica de evolución demográfica de Pan de Azúcar entre 1993 y 2017 |
|                                                                     |
| Fuentes: Población 1993 y 2017                                      |